# Schiessbecher

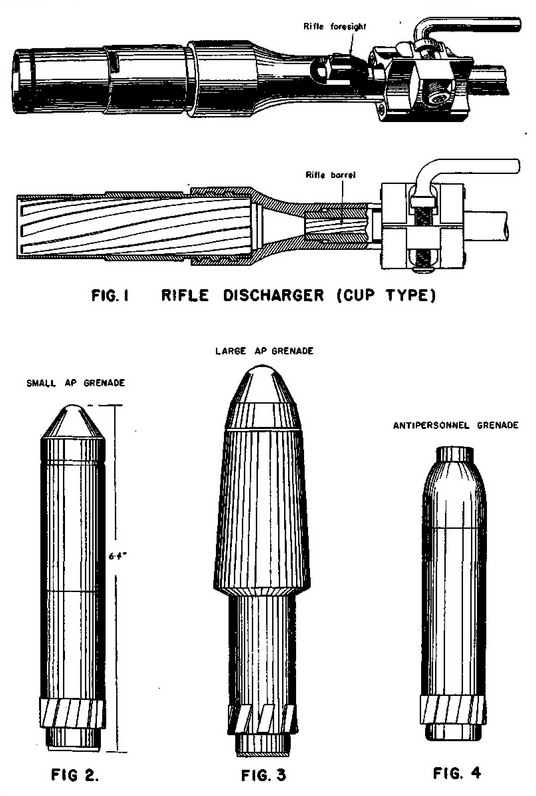
Dibuixos del brocal llançagranades alemany Schiessbecher i les seves granades

El Schiessbecher (literalment tassa disparadora) o Gewehrgranatengerät (literalment aparell per a granada de fusell) va ser un brocal llançagranades usat per l'exèrcit alemany a la Segona Guerra Mundial. Va ser introduït el 1942, basant-se en el disseny dels brocals llançagranades per a fusells de la Primera Guerra Mundial. El Schiessbecher estava destinat a reemplaçar tots els models anteriors.

## Desenvolupament

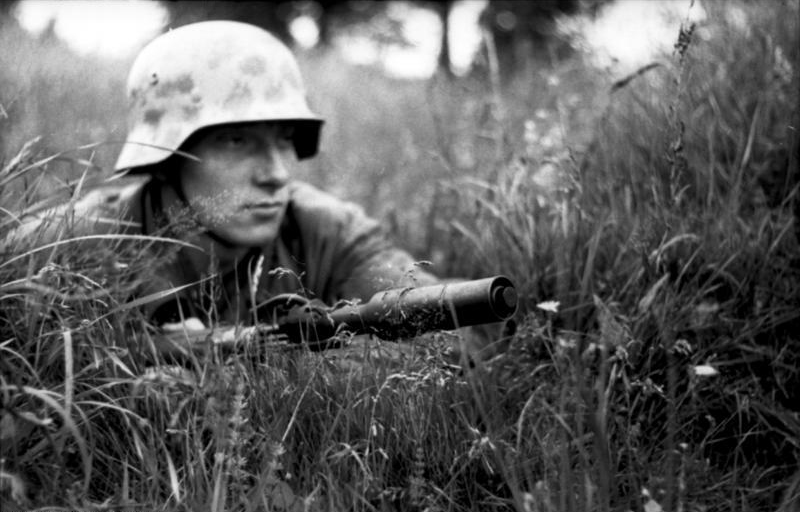
Soldat alemany amb el Schiessbecher muntat en el seu fusell

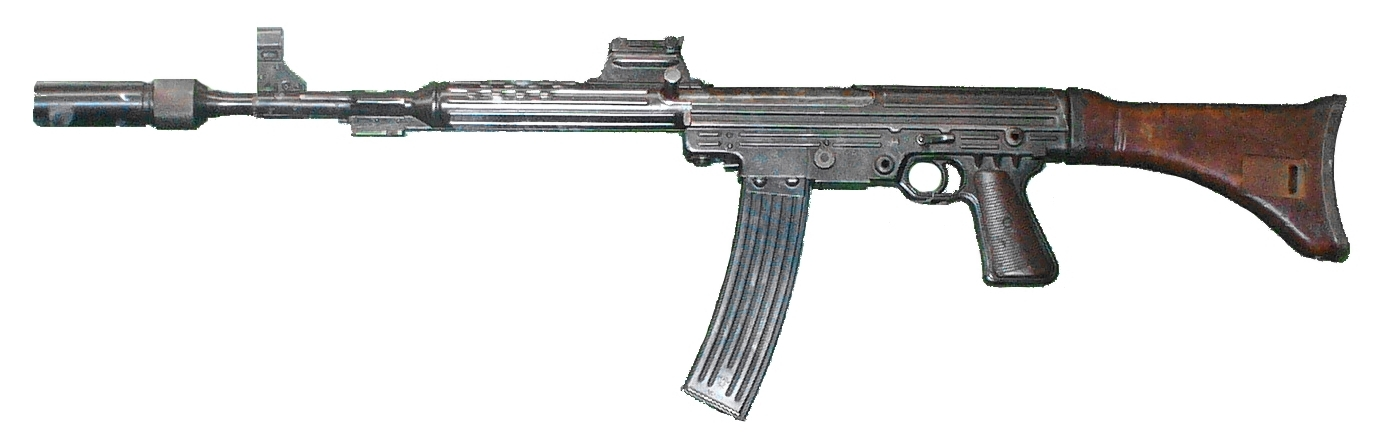
Prototip del MKb 42 (W[alther]), amb el Schiessbecher instal·lat

El Schiessbecher podia ser utilitzat contra la infanteria, fortificacions i vehicles lleugerament blindats fins a una distància de 280 metres. Per a aquestes diferents tasques, es van desenvolupar una varietat de granades i els seus respectius cartutxos llançadors. Els cartutxos llançadors disparaven un projectil de fusta a través del canó cap a la granada, l'impacte armava la granada i activava la seva càrrega propulsora.
El Schiessbecher tenia un canó curt de calibre 30 mm, amb una llargària de 250 mm i un pes de 750 g, podent ser acoblat en armes que empraven els cartutxos 7,92 x 57 o 7,92 x 33 Kurz, tals com el Karabiner 98k, Karabiner 98a, G98/40, StG 44 i el FG 42. Un complicat dispositiu per apuntar era muntat a l'esquerra de l'alça original, i permetia cobrir un abast de 0 a 250 m amb increments de 25 m. El Schiessbecher va ser produït fins a maig de 1944 i la seva producció total va ser d'1.450.114 unitats.